# Гюнтер Банцер

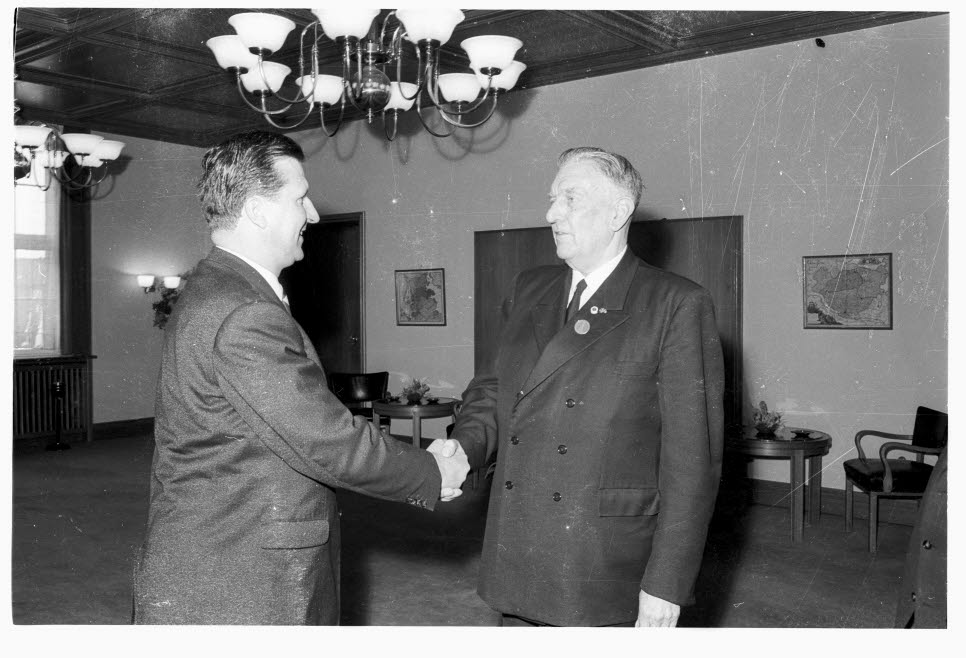
Банцер (ліворуч) і президент Німецького морського союзу Ернст Люхт (1966).

Гюнтер Банцер (нім. Günther Bantzer; 1 вересня 1921, Дрезден — 16 жовтня 2019, Кіль) — німецький політик (СДПН), багаторічний обербургомістр Кіля.

## Біографія
В 1946/50 роках вивчав право в Марбурзькому університеті. В 1950 році був федеральним секретарем, в 1951/52 роках — федеральним головою Соціалістичного союзу німецьких студентів. З 1956 року — службовець пресслужби прем'єр-міністра Північного Рейну-Вестфалії. З 1958 року — районний голова Герфорда. В 1965/80 роках — обербургомістр Кіля. Банцер займав цю посаду довше, ніж інші обербургомістри.

## Нагороди
- Орден «За заслуги перед Федеративною Республікою Німеччина»
  - офіцерський хрест (1976)
  - командорський хрест (1980)
- Почесний член Кільського університету
- Медаль Андреаса Гайка (Кіль)
- Плакета Ернста Ройтера (Берлін; 1991)
- Медаль Віллі Брандта (СДПН; 2015)